# Ann Telnaes
Ann Telnaes, née le 15 novembre 1960 à Stockholm, est une dessinatrice de presse américaine d'origine suédoise, récipiendaire du prix Pulitzer du dessin de presse en 2001 et du prix Reuben en 2017.

## Biographie
Diplômée du California Institute of the Arts, elle commence sa carrière dans le dessin animé à la Warner Bros puis aux Studios Disney,,.
En 2001, elle remporte le prix Pulitzer du dessin de presse pour ses dessin parus l'année précédente dans le Los Angeles Times. Elle est la deuxième femme récompensée et fait partie des rares récipiendaires à travailler en indépendant. 
La National Cartoonists Society la récompense à son tour en 2016 de son prix du dessin de presse, puis l'année suivante du prix Reuben, sa principale distinction, pour sa couverture dans le Washington Post de la campagne de Donald Trump lors de l'élection présidentielle américaine de 2016.

## Œuvre
Son œuvre porte sur la politique américaine et l'actualité internationale, mais elle s'intéresse particulièrement à la condition féminine.
Ses dessins sont syndiqués dans tous les États-Unis.
Le 4 janvier 2025, Ann Telnaes annonce avoir démissionné du Washington Post après le rejet d'une caricature de Jeff Bezos, propriétaire du journal. 
Le dessin rejeté montre celui-ci un genou à terre, tendant un sac d'argent vers un piédestal sur lequel est juché le président élu Donald Trump. C'est une référence au million de dollars versé par Amazon au fonds d'organisation pour l'investiture en tant que 47e président des États-Unis de Trump. Aux côtés de Bezos, le dessin montre Mark Zuckerberg et Sam Altman, eux aussi porteurs de sacs d'argent, tandis que Patrick Soon-Shiong s'applique du rouge à lèvres pour baiser la base du piédestal et qu'une souris représentant Disney se prosterne. 
Telnaes estime que son dessin a été « étouffé » car il « critique les PDG milliardaires de la technologie et des médias qui ont fait de leur mieux pour s'attirer les faveurs du nouveau président élu ». David Shipley, responsable des pages éditoriales du quotidien, indique quant à lui que cette décision visait à éviter la répétition d'une information puisqu'il y avait déjà eu un éditorial sur le sujet.